# Второе правительство Даладье
Второе правительство Даладье́ — кабинет министров, правивший Францией с 30 января по 7 февраля 1934 года, в период Третьей французской республики, в следующем составе:
- Эдуар Даладье — председатель Совета министров и министр иностранных дел;
- Эжен Пенансье — вице-председатель Совета министров и министр юстиции;
- Жан Фабри — министр национальной обороны и военный министр;
- Эжен Фрот — министр внутренних дел;
- Франсуа Пьетри — министр финансов;
- Жан Валадье — министр труда и социального обеспечения;
- Луи де Шаппеделен — министр военного флота;
- Ги Ля Шамбр — министр торгового флота;
- Пьер Кот — министр авиации;
- Эме Берто — министр национального образования;
- Ипполит Дюко — министр пенсий;
- Анри Кёй — министр сельского хозяйства;
- Анри де Жувенель — министр заморских территорий;
- Жозеф Паганон — министр общественных работ;
- Эмиль Лисбонне — министр здравоохранения;
- Поль Бернье — министр почт, телеграфов и телефонов;
- Жан Мистлер — министр торговли и промышленности.

Изменения
- 4 февраля 1934 года — Жозеф Поль-Бонкур наследует Фабри как министр национальной обороны и военный министр. Поль Маршандо наследует Пьетри как министр финансов.